# Kim Batten
Kim Batten, född 29 mars 1969 i McRae i Georgia, är en amerikansk före detta friidrottare (häcklöpare). 
Batten blev för första gången amerikansk mästare på 400 meter häck 1991. Vid VM 1995 i Göteborg vann Batten guld och dessutom slog hon världsrekordet i en final som de svenska kommentatorerna på förhand kallade "urvattnad" eftersom varken Sally Gunnell eller Sandra Farmer-Patrick var med. Året därpå, vid OS 1996 i Atlanta blev Batten tvåa efter Jamaicas Deon Hemmings. Vid VM 1997 slutade hon trea.
2001 avslutade Batten sin karriär efter skador. 

## Personliga rekord
- 200 meter - 23,52
- 400 meter - 50,61
- 400 meter häck - 52,61